# Cintilante
Cintilante é o álbum de estreia da cantora brasileira Simone Mendes em carreira solo, lançado em 24 novembro de 2023, através da gravadora Universal. É o primeiro álbum solo da artista. O projeto foi gravado em 14 de novembro de 2022 na Villa Mandacaru, localizada em Itu.

## Antecedentes e gravação
Em agosto de 2022, a dupla Simone & Simaria anunciou separação após 10 anos de carreira. Um tempo depois, Simone anunciou a gravação de seu primeiro DVD solo, intitulado Cintilante. Ela começou a publicar guias das músicas, presentes do disco, que são "Erro Gostoso", "Dois Fugitivos" e "Tiro No Pé", em seu canal no YouTube. Em poucas semanas, os vídeos já somavam mais de 1,5 milhões de visualizações. A gravação oficial do projeto aconteceu em 14 de novembro na Villa Mandacaru, em Itu.

## Lançamento
Em 26 de janeiro de 2023, foi lançado o EP Cintilante que apresentou as canções "Erro Gostoso", "Dois Fugitivos", "Amnésia do Beijo" e "Arruma a Mala". A canção "Oi Erro" foi disponibilizada, em março, e incluída no primeiro volume do projeto, que também soma a faixa "Me Esquece Por Enquanto". Em julho, "Você Mereceu" veio à tona junto ao segundo volume, que foi lançado em outubro com mais outras duas músicas, "Pior Parte" e "Quadrilha". O disco foi lançado oficialmente em novembro, finalizado com "Caso Sem Nome", "Nome Proibido" e "Tiro no Pé."

## Lista de faixas
| Cintilante - Edição padrão |                           |                                                                                   |         |  |
| N.º                        | Título                    | Compositor(es)                                                                    | Duração |  |
| 1.                         | "Dois Fugitivos"          | Diego Silveira Junior Pepato Lari Ferreira Rafa Borges                            | 2:53    |  |
| 2.                         | "Pior Parte"              | Alcebias Flausino Athur Castro Danilo João Marcos                                 | 2:39    |  |
| 3.                         | "Quadrilha"               | Bruno César J. Pepato Ricardo Vismarck Ronael                                     | 2:13    |  |
| 4.                         | "Erro Gostoso"            | Dê Angelo Edson Garcia Eliabe Quexin Filipe Martins Flavinho do Kadet Lucas Souza | 2:58    |  |
| 5.                         | "Caso Sem Nome"           | Dom Vittor João Gustavo Kito Matheus Araujo Rafaela Miranda                       | 3:06    |  |
| 6.                         | "Oi Erro"                 | Daniel Caon Juan Marcus Matheus Marcolino                                         | 2:40    |  |
| 7.                         | "Me Esquece Por Enquanto" | D. Silveira Hugo Henrique J. Pepato R. Borges                                     | 2:55    |  |
| 8.                         | "Amnésia do Beijo"        | D. Ângelo D. Silveira J. Pepato L. Ferreira                                       | 3:00    |  |
| 9.                         | "Nome Proibido"           | D. Ângelo D. Silveira J. Pepato L. Ferreira                                       | 3:00    |  |
| 10.                        | "Tiro no Pé"              | Celi Junior Felipe de Paula H. Henrique                                           | 2:46    |  |
| 11.                        | "Arruma a Mala"           | DJ Ivis Valmir Lima                                                               | 2:55    |  |
| 12.                        | "Você Mereceu"            | Bruno Cesar Vinni Miranda                                                         | 2:42    |  |
| Duração total:             | Duração total:            | Duração total:                                                                    | 33:53   |  |

| EP Cintilante  |                    |         |  |
| N.º            | Título             | Duração |  |
| 1.             | "Erro Gostoso"     | 2:58    |  |
| 2.             | "Dois Fugitivos"   | 2:53    |  |
| 3.             | "Amnésia do Beijo" | 3:00    |  |
| 4.             | "Arruma a Mala"    | 2:55    |  |
| Duração total: | Duração total:     | 11:47   |  |

| EP Cintilante - Volume 1 |                           |         |  |
| N.º                      | Título                    | Duração |  |
| 1.                       | "Erro Gostoso"            | 2:58    |  |
| 2.                       | "Me Esquece Por Enquanto" | 2:55    |  |
| 3.                       | "Dois Fugitivos"          | 2:53    |  |
| 4.                       | "Oi Erro"                 | 2:40    |  |
| 5.                       | "Amnésia do Beijo"        | 3:00    |  |
| 6.                       | "Arruma a Mala"           | 2:55    |  |
| Duração total:           | Duração total:            | 17:24   |  |

| EP Cintilante - Volume 2 |                           |         |  |
| N.º                      | Título                    | Duração |  |
| 1.                       | "Dois Fugitivos"          | 2:53    |  |
| 2.                       | "Pior Parte"              | 2:39    |  |
| 3.                       | "Erro Gostoso"            | 2:58    |  |
| 4.                       | "Quadrilha"               | 2:13    |  |
| 5.                       | "Você Mereceu"            | 2:42    |  |
| 6.                       | "Oi Erro"                 | 2:40    |  |
| 7.                       | "Me Esquece Por Enquanto" | 2:55    |  |
| 8.                       | "Amnésia do Beijo"        | 3:00    |  |
| 9.                       | "Arruma a Mala"           | 2:55    |  |
| Duração total:           | Duração total:            | 25:00   |  |